# Locomotiva Rugby RJ
O  Desportivo Locomotiva Suburbana é um time de rúgbi fundado em Maio de 2013, no subúrbio do Rio de Janeiro, RJ, Brasil. É filiado à Federação Fluminense de Rugby (FFR).

## Filosofia e Simbologia do Time
O Desportivo Locomotiva Suburbana – Rugby, é um projeto sócio educativo cujo principal objetivo é o de divulgar e popularizar o esporte em toda região suburbana do município do Rio de Janeiro. Tem por valores desenvolver a integridade, paixão, solidariedade, disciplina e respeito.
Além disso, sua missão é divulgar e fomentar o Rúgbi e o espírito do 'Rugbier' no Brasil, auxiliando no desenvolvimento bio-psico-social dos seus atletas, captar jogadores e distribuí-los para times que passam por dificuldades em seus plantéis e fazer chegar o rúgbi onde os clubes não estão por meio dos novos adeptos.
Neste sentido, a visão de clube que o Locomotiva busca é a de estabelecer o time na zona norte da cidade do Rio de Janeiro e com isso buscar reconhecimento e respeito dentro do cenário nacional, além de aumentar a popularização do Rúgbi dentro do Estado do Rio de Janeiro até as olimpíadas de 2016.
Seu Símbolo é a Locomotiva, representante da famosa linha férrea que liga e une os principais bairros do subúrbio do Rio de Janeiro. A força deste símbolo reside em seu caráter de união, força e de eterno avanço.
O Locomotiva tem a proposta de se manter um time de postura objetiva e clara, sempre disposta a fomentação do rúgbi nacional, da equidade e da hombridade entre todos os praticantes da modalidade.

## Treinos
Os treinos do Locomotiva tanto masculino quanto feminino ocorrem:
Aos Sábados, de 9h às 12h
Escola Técnica Visconde de Mauá [FAETEC]
Marechal Hermes (Próximo à estação de Marechal Hermes)
Aos Domingos, de 9h às 12h
Parque das Vizinhanças Dias Gomes [Piscinão de Deodoro]
Deodoro (Próximo à estação de Deodoro)